# Игнатенко, Евгения Васильевна
Евгения Васильевна Игнатенко (укр. Євгенія Василівна Ігнатенко; 8 марта 1913 год, село Дивное, Ставропольская губерния — 17 июля 1990 года, Львов, Украина) — бригадир слесарей-сборщиков Львовского приборостроительного завода Львовского совнархоза, Украинская ССР. Герой Социалистического Труда (1960).
Родилась в 1913 году в крестьянской семье в селе Дивное Ставропольской губернии. В 1939 году вступила в ВКП(б). Во время Великой Отечественной войне трудилась на танковом заводе. В конце 1940-х годов переехала во Львов, где трудилась слесарем, бригадиром слесарей-сборщиков на Львовском электротехническом заводе (будущий «Львовприбор»). Работала на этом заводе до выхода на пенсию.
Бригада Евгении Игнатенко досрочно выполнила задания и социалистические обязательства шестой пятилетки и стала одной из первых бригад на заводе, получивших почётное звание «Бригада коммунистического труда». Указом Президиума Верховного Совета СССР от 7 марта 1960 года «в ознаменование 50-летия Международного женского дня, за выдающиеся достижения в труде и особо плодотворную общественную деятельность» удостоена звания Героя Социалистического Труда с вручением ордена Ленина и золотой медали «Серп и Молот».
Избиралась депутатом Львовского городского Совета народных депутатов 8 — 11 созывов (1961—1969).
Скончалась во Львове в 1990 году.